# Aiud
Aiud (en rumano Aiud, /aˈjud/ⓘ (del húngaro: Nagyenyed),  en sajón: Änjet, Angetn, Stroßbrich, en latín: Brucla) es una ciudad ubicada en el condado de Alba, Transilvania, Rumania. La ciudad tiene una población de 28.841 habitantes. Tiene el estatus de municipio y es la segunda ciudad más grande del condado, después de Alba Iulia. La región es de 142 kilómetros cuadrados en el área administrativa.
Al municipio pertenecen Aiudul de Sus, Gâmbaș, Măgina y Păgida, localidades componentes, y los pueblos Ciumbrud, Gârbova de Jos, Gârbova de Sus, Gârbovița, Sâncrai y Țifra. 
El topónimo húngaro, el alemán antiguo y el rumano de la ciudad provienen de san Egidio.

## Geografía
La localidad se halla a orillas del río Aiud, en su confluencia con el río Mureș.

## Historía
El territorio de la ciudad se extendía hasta Brucla, que era un antiguo asentamiento romano.
Fue mencionado por primera vez en el año 1293, la población en su mayoría de Saxon. Fue ocupada por los rebeldes en 1437.
Durante la reforma protestante la mayoría de la población abrazó el protestantismo en la versión Calvina, que dio como resultado gradual de la población alemana Magyarize. Aiud se convirtió en uno de los principales centros de la calvinista Transilvania. Aiud fue el centro cultural y educativo más importante del calvinismo en Transilvania.
El 13 de marzo de 1704 Rabutin quemó la ciudad en defensa del sacrificio de los 30 alumnos de la universidad.
El 8 de enero de 1849, Rumania revuelta de los campesinos liderados por Simon Prodan Axente Sever y el sacerdote, quemaron la ciudad. En la tarde del 8 de enero, la Navidad según el calendario juliano, comenzó la masacre que se prolongó hasta el 17 de enero del mismo año, matando a cerca de 600 rumanos de origen húngaro. Los muertos fueron arrojados a las cunetas de la ciudad y en otras partes de Varna cerca de la ciudad, donde se encuentran restos de ello y un monumento.
Durante el régimen comunista en Rumania, la prisión Aiud fue el lugar de privación de libertad de muchos presos políticos.

## Demografía
| Gráfica de evolución de Aiud entre 1910 y 2011 |
|                                                |

### Población histórica
De acuerdo al censo de 1930 realizado en Rumania, la población era de 9.478 habitantes, de los cuales, según su origen:
- Húngaro - 4.788 habitantes
- Rumano - 3.727 habitantes
- Hebreo - 464 habitantes
- Alemán - 250 habitantes
- Gitano - 150 habitantes

y según su religión:
- Calvinista - 3.665 personas
- Católicos: 
  - de la Iglesia greco-católica rumana - 2.666 personas
  - de la Iglesia latina - 1148 personas
- Mosaico - 475 personas
- Evangélicos - 196 personas
- Unitario - 130 personas

### En la actualidad
Según el censo del año 2002, la población es de 29 934 habitantes, de los cuales: 78,09 % son rumanos, 16,54 % son húngaros, 5,05 % son romaníes y 0,32 % de otras etnias. De estos, 76,32 % son ortodoxos, 13,06 % reformados, 4,13% católicos griegos, 2,12% católicos y 4,37% otras denominaciones
Conforme el censo de 2011, la población del municipio Aiud se eleva a 22.876 de habitantes, en comparación con el anterior censo de 2002, que se registraron 28.934 habitantes. La mayoría de los habitantes son rumanos (74.12%). La principal minoría son de húngaros (14.71%) y gitanos (4,07%). El resto de la población (6.99%), la etnicidad no es conocida. En términos religiosos la gran mayoría de la población es ortodoxa (72.07%), pero existen minorías de reformados (12.06%), greco-católicos (3.19%) y romano-católicos (1.29%). Para el 7.09% restante no se saben los términos religiosos.

## Clima
La ciudad está ubicada en el valle y por lo tanto, Aiud tiene un tipo de clima montañoso. Tiene un clima templado  continental. La temperatura media en invierno es -2,6°C (27°F) y la temperatura media en verano es de 19,2°C (67°F).

## Turismo

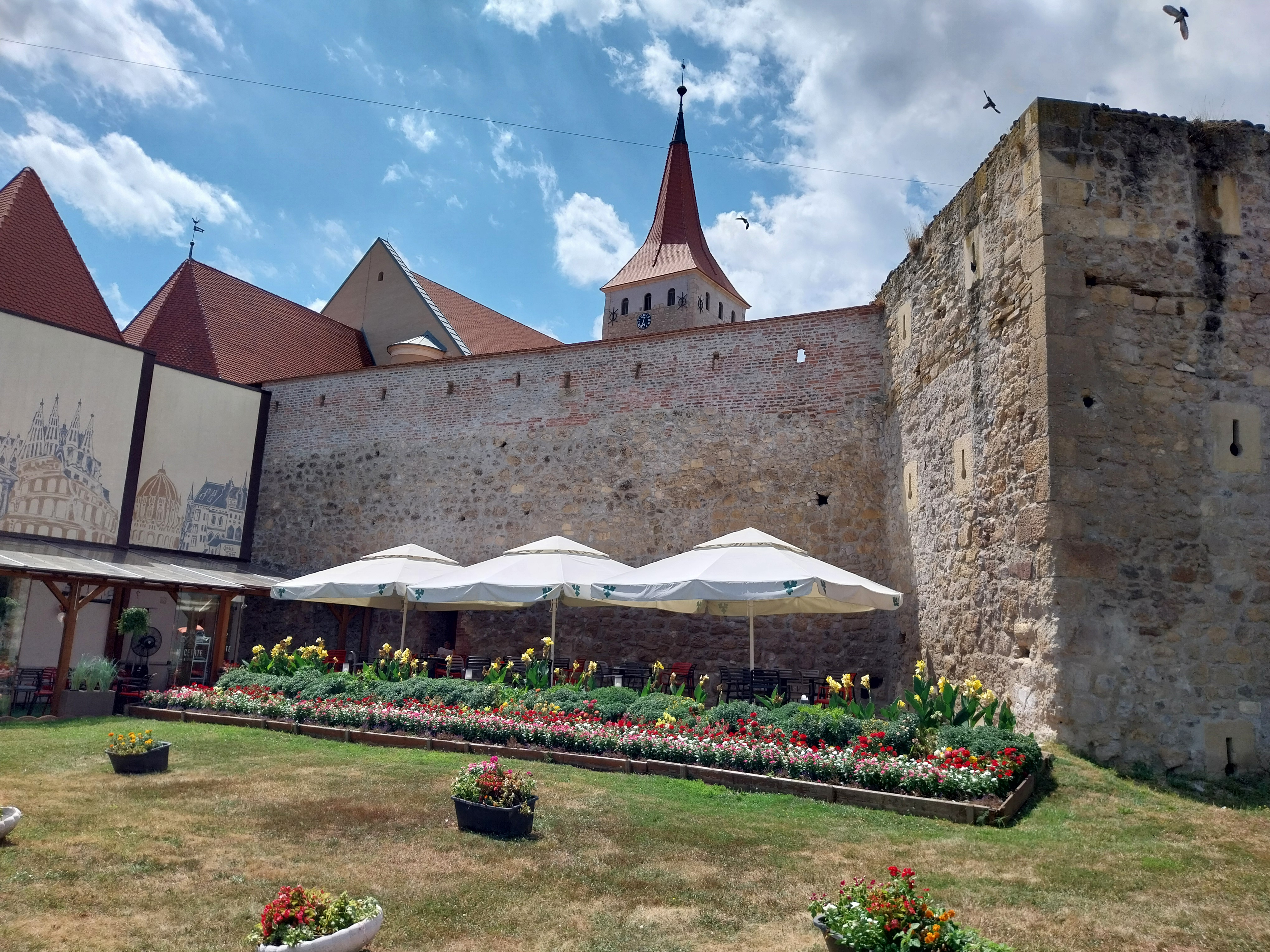
Ciudadela de Aiud

- Ciudadela de Aiud: una de las ciudades urbanas más antiguas en Transilvania (Siglo XIII-XVI). Construida de piedra en bruto (espesor de pared: 1,20 m), la ciudad fue fortificada con torres (las pieles, los carniceros, los sastres, etc) que pertenecen a los gremios de artesanos, cuyo nombre se conserva.

- Castillo Bethlen (Palacio del Príncipe, sec. XVI-XVII): Pertenecía a la Transilvania del príncipe Gabriel Bethlen  (1612-1629). El palacio opera en la actualidad como un museo de ciencias naturales.

- Museo de Historia de Aiud

- Reserva Natural Pădurea Sloboda (Bosque Sloboda)

## Religión
- Iglesia ortodoxa
- Iglesia reformada (calvinista) (dentro de la ciudad), en estilo gótico (siglos XV-XVI), de tipo iglesia-salón con tres naves, con ábside poligonal y la torre oeste con interior modificado barroco.
- Iglesia romano-católica con patrón Sf. Elisabeta a Ungariei
- Iglesia Ortodoxa, con patrón Înălțarea Sfintei Cruci

## Ciudades Hermanas
- Dingelstädt, Alemania (1993)
- Gyomaendrőd, Hungría (1993)
- Cusset, Francia (2001)
- Cerepoveț, Rusia (2002)
- Ponte de Sor, Portugal (2003)
- Siklós, Hungría (2003)
- Megara, Grecia (2003)